# 奧古斯都拱門 (奧斯塔)
45°44′21.13″N 7°19′40.91″E / 45.7392028°N 7.3280306°E

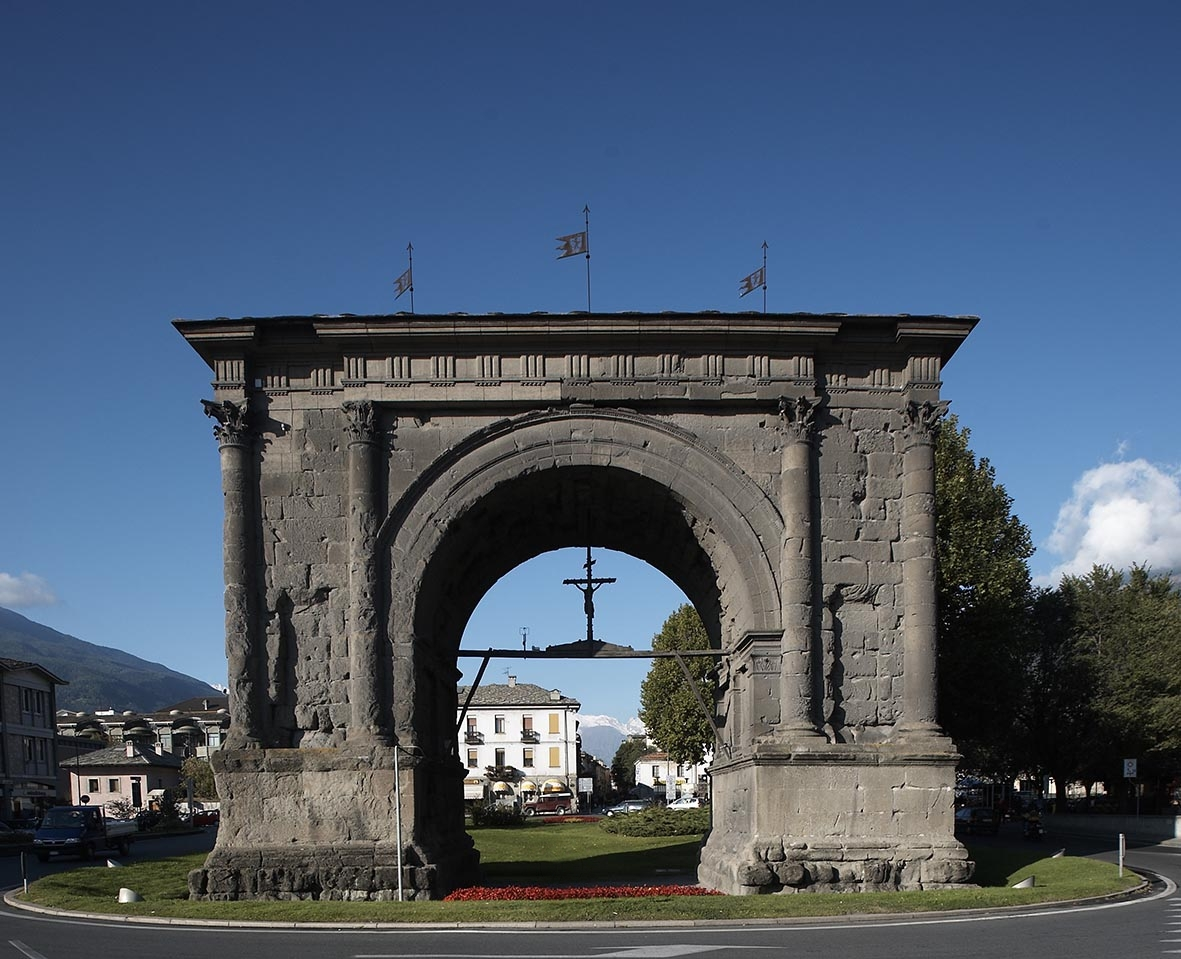
奧古斯都拱門

奧古斯都拱門 （Arc d'Auguste）是一座位於北義大利城市奧斯塔的拱門建築。這座拱門修建於西元前25年。

## 外部連結
- （法語） The Arch of Augustus on the website of the Autonomous Region Aosta Valley